# Кочетло
Кочетло́ (рос. Кочетло) — присілок в Кізнерському районі Удмуртії, Росія.
Населення становить 12 осіб (2010, 29 у 2002).
Національний склад (2002):
- росіяни — 79 %

Урбаноніми:
- вулиці — Велика, Мала